# 루카 테데스키
루카 테데스키(이탈리아어: Luca Tedeschi, 1987년 2월 27일 ~ )는 이탈리아의 축구 선수로서 포지션은 수비수이다.